# Чемпионат Республики Конго по шоссейному велоспорту
Чемпионат Республики Конго по шоссейному велоспорту — национальный чемпионат Республики Конго по шоссейному велоспорту, проводимый Федерацией велоспорта Республики Конго. За победу в дисциплинах присуждается майка в цветах национального флага (на илл.).

## Призёры

### Мужчины. Групповая гонка.
| Год  | Победитель           | Второй        | Третий                  |
| ---- | -------------------- | ------------- | ----------------------- |
| 2011 | Жан-Пьер Вимана      | Марк Чикайя   | Никита Монгондо         |
| 2014 | Уилфрид Цукина Мбоко | Обед Банцимба | Грейс Миантетеле Букира |
| 2018 | Андре Чикайя         | Роланд Чикайя | Антуан Макола           |

### Мужчины. Индивидуальная гонка.
| Год  | Победитель           | Второй         | Третий        |
| ---- | -------------------- | -------------- | ------------- |
| 2011 | Жан-Пьер Вимана      | Доминик Нзику  | Марк Чикайя   |
| 2014 | Уилфрид Цукина Мбоко | Эрнест Мамбаки | Герман Нсика  |
| 2018 | Андре Чикайя         | Роланд Чикайя  | Симеон Макола |